# ジャコモ・プッチーニ
ジャコモ・アントニオ・ドメニコ・ミケーレ・セコンド・マリア・プッチーニ（伊: Giacomo Antonio Domenico Michele Secondo Maria Puccini、1858年12月22日 - 1924年11月29日）は、イタリアの作曲家。その作品である『トスカ』、『蝶々夫人』、『ラ・ボエーム』などのオペラは今日でも上演の機会が多いことで知られる。イタリアのルッカに生まれ、ベルギーのブリュッセルで没した。

## 生涯
プッチーニ家は、18世紀から連綿と続くルッカの宗教音楽家の家系であるが、中には器楽作曲家もいた。この中で唯一オペラ作曲家を目指し、なおかつ今日、唯一世界的音楽家として名声を残したのがジャコモ・プッチーニである。
1858年12月22日、イタリアのトスカーナ地方にあるルッカで生まれる。
わずか5歳のときに父親ミケーレが没したため、叔父フォルトゥナート・マージより、温情をもって教育を与えられる。最初は教会オルガニストの職を得るが、ジュゼッペ・ヴェルディのオペラ『アイーダ』の上演に接して、オペラ作曲家を志した。1880年『4声のミサ曲』（『グローリア・ミサ』の名で知られる）の完成をもって、初期の音楽修業と、家業である宗教音楽家の道に区切りをつける。この作品では、やがてミラノの舞台においてプッチーニが開花させることとなる劇的な表現力を、魅力的なまでにうかがわせている。実際、この作品の楽想は後に彼のオペラで転用されることとなる。
1880年から1883年までミラノ音楽院にてアミルカレ・ポンキエッリとアントニオ・バッジーニに師事。1882年には、出版社ソンゾーニョ社主催による1幕物オペラの作曲コンクールに参加、入賞することはできなかったが、提出作品『妖精ヴィッリ Le villi』は後に1884年に舞台化され、出版社リコルディ社主ジュリオ・リコルディに注目されるきっかけとなった。こうしてリコルディ社の依嘱によって作曲されたのが、1889年に完成された2作目のオペラ『エドガール』である。1891年には、トスカーナ地方のトッレ・デル・ラーゴに別荘を購入し、終生にわたって仕事場兼自宅とした。プッチーニの亡骸が眠っているのもこの地である。
第3作の『マノン・レスコー』は大成功となったばかりか、優れた台本作家ルイージ・イッリカとジュゼッペ・ジャコーザの協力をももたらすきっかけとなった。この2人の協力のもとに、『ラ・ボエーム』と『トスカ』、『蝶々夫人』の3曲が書かれた。このうち『ラ・ボエーム』はプッチーニの最高傑作としてのみならず、それまでのプッチーニ作品の中では最もロマンティックなオペラの1つに数えられている。『トスカ』はその露骨な暴力描写、主役3人が舞台上で死ぬストーリー、そして扇情的な音楽などが話題となった。『蝶々夫人』は、初演時には敵意（そのほとんどはプッチーニのライヴァル達によって組織されたものであったが）をもって迎えられたが、後にかなり手直しされてからは、プッチーニの最も成功した作品のひとつになった。
それからは御難続きで作曲の筆が緩やかになる。1902年（または1903年）の2月下旬、珍しがりやの性格から、自動車を手に入れさっそく乗り回していたところ、交通事故を起こし、脚を骨折する。1906年にはジャコーザが他界。1909年には、プッチーニの妻エルヴィーラが、誤解から、プッチーニが女中と浮気していると責め立て、疑われた女中が服毒自殺、エルヴィーラが起訴されるというスキャンダルに発展する。そして1912年には、恩人であったリコルディ社社主ジュリオが世を去る。
しかしながら1910年に会心の作品『西部の娘』を完成させ、1917年には『つばめ』を脱稿した。『つばめ』は、はじめオペレッタの作曲を試みながらも、自分の創作様式や能力が喜劇に不向きであると悟って、書き直された作品である。
<三部作>とよばれる1幕オペラの連作は、1918年に初演された。パリのグラン・ギニョール劇場の様式による恐ろしいエピソードの『外套』、感傷的な悲劇『修道女アンジェリカ』、喜劇というよりは笑劇の『ジャンニ・スキッキ』の3曲からなる。『ジャンニ・スキッキ』は、名高いアリアのためにこのうち最も人気があるのに対して、『外套』は不人気である。『ジャンニ・スキッキ』は、たとえばマスカーニの『カヴァレリア・ルスティカーナ』やレオンカヴァッロの『道化師』、ツェムリンスキーの『フィレンツェの悲劇』やコルンゴルトの『ヴィオランタ』などの、他の作曲家の1幕オペラと1夜の連続公演が行われている。
プッチーニはヘビースモーカーとして知られていたが、1923年末に喉頭癌であることが判明。翌1924年、治療のために滞在中のブリュッセルで、手術後に合併症を起こして急死した。最後のオペラ『トゥーランドット』は未完成のまま遺され、そのフィナーレは、彼の遺稿も参考にして友人フランコ・アルファーノが補筆することとなった。しかし、アルファーノ補作の大部分は世界初演時の指揮者トスカニーニが冗長と見なしてカットしたため、その短縮した版が今日一般には公演で用いられている（もっとも、1980年代からは「アルファーノ完全版」の使用も散見される）。その他、1991年にはアメリカの作曲家ジャネット・マクガイアによるプッチーニ遺稿のより厳密な資料批判を経た補筆版、2001年にはルチアーノ・ベリオの独自稿による補筆版なども作成されている。
遺体は一旦ミラノのプッチーニ家の墓に埋葬されたが、1926年になって息子アントニオの手によりトッレ・デル・ラーゴの仕事場兼自宅に再埋葬された。

## 作品の特徴
プッチーニは、学生時代に書かれたいくつかの器楽曲（管弦楽曲数点と室内楽の小品1点）と宗教曲を別にして、オペラの作曲に余念がなく、現在ひんぱんに演奏されているのもオペラが中心である。音楽史上の位置付けは、ヴェルディ亡き後、19世紀末から20世紀初頭のイタリア・オペラにおいて最高の作曲家というものである。出世作の『マノン・レスコー』を皮切りに『ラ・ボエーム』と『トスカ』を次々に成功させて、オペラ作曲家としての地位を確立した。続く『蝶々夫人』では初演の評判は散々だったものの、徐々に評価を高め、今日ではプッチーニおよびイタリア・オペラの代表作とされている。
プッチーニの音楽は、イタリア・オペラの伝統にのっとり、劇的な展開と緻密な描写的表現、そのために繰り出される転調や印象主義音楽的な和声技巧、オーケストレーションの豊かさが特徴的だが、とりわけ旋律の忘れがたい美しさは特筆に価する。プッチーニの旋律は、しばしば息が長いにもかかわらず、覚えやすく、しかも口ずさみやすい。しかも、とってつけたようなぎこちなさがまったくなく、自然で滑らかに流れていく（オペラ作曲家としての訓練が比較的遅いことからしても、このような生来の旋律家ぶりが最大限に発揮された事実は驚異的ですらある）。このため、クラシック音楽やオペラの初心者にとっても、プッチーニ作品は親しみやすく魅力的である。

## 評価
同時代の作曲界や批評家は、その直感的な分かりやすさゆえに、大衆迎合的なお涙頂戴をプッチーニ作品の性格に見出し、必ずしも積極的な評価を与えようとはしなかった。しかし、カラヤンやショルティ、シノーポリのような老練なオペラ指揮者は、同時代のヴェリズモ・オペラからの影響力を考慮しつつも、プッチーニの優れた心理描写や高度に洗練された作曲技法に、徹底して光を当てることにより、プッチーニの奥深さや独創性をたくみに浮き彫りにしている。一方で、アバドは、ヴェリズモ・オペラとプッチーニを生涯で一切取り上げなかった指揮者として知られている。一定の広範なレパートリーを持つ大指揮者が同国人の大作曲家を拒絶する例は非常に珍しい（ただし、アバドは「音楽の友」2013年3月号インタビューでも触れているように、言葉の上ではプッチーニを賞賛し、いつか指揮してみたいと語っていた)。なお、イタリアの戦後世代を代表する大指揮者としてアバドと並び称される存在であるリッカルド・ムーティも、長いキャリアの中でプッチーニを数回しか取り上げていない。むしろ外国人であるカラヤンが、4作品に計7回の全曲録音を残し（これは彼としてはヴァーグナーとヴェルディに次ぎ、自国系のモーツァルトやリヒャルト・シュトラウスを上回る数字である）、2本のオペラ映画を製作するなど、強いこだわりを見せている。
ドビュッシーがプッチーニ人気を快く思っていなかったのに対し、ラヴェルは、プッチーニがシェーンベルクに理解があるとの事実だけをもってしても、十分評価に値する芸術家であると見なし、自国の同僚たちのむやみなプッチーニ非難をこそ不快であると感じていた。
実際にプッチーニはシェーンベルクの『月に憑かれたピエロ』を熱心に研究し、実際の演奏にも触れ、これを傑作と呼んでいた。『トゥーランドット』には、しばしば群集やタイトルロールの異常心理を強調するのに、調性感の薄いパッセージが多用されており、それらにシェーンベルク研究の痕跡を認める研究者は少なくない。一方でシェーンベルクの側もプッチーニを20世紀の重要なオペラ作曲家の1人に数えており、そればかりかプッチーニのオペラに対する尊敬や愛着を認めていた。シェーンベルクによるバッハ作品やブラームス作品のオーケストラ用編曲には、音色感覚において、プッチーニの色彩的なオーケストレーションとの親近性が感じられる。

## 主な作品
- オペラ（初演年）
  - 『妖精ヴィッリ』1884年
  - 『エドガール』1889年
  - 『マノン・レスコー』1893年
  - 『ラ・ボエーム』1896年（アリア「冷たい手を」「私の名はミミ」）
  - 『トスカ』1900年（アリア「歌に生き、恋に生き」「星は光りぬ」）
  - 『蝶々夫人』1904年（アリア「ある晴れた日に」）
  - 『西部の娘』1910年
  - 『つばめ』1917年
  - 「三部作」1918年
    - 『外套』
    - 『修道女アンジェリカ』
    - 『ジャンニ・スキッキ』（アリア「私のお父さん」）

  - 『トゥーランドット』1926年（1924年作曲者の死により未完をアルファーノが補筆完成）（アリア「お聞きください、王子様」「泣くなリュー」「誰も寝てはならぬ」）
- 管弦楽曲
  - 『交響的前奏曲 イ長調』
  - 『交響的奇想曲』
  - 『アダージェット』
- 声楽曲
  - 『グローリア・ミサ』1880年
  - 『レクイエム』1905年
- 器楽曲
  - 『菊の花』（弦楽四重奏）
  - 『スケルツォ イ短調』
  - 『弦楽四重奏曲 ニ長調』
  - 『フーガ』
  - 『失意の女』
  - 『ピアノ三重奏曲』（一部分のみ）

## プッチーニを扱った作品
- 映画『プッチーニの愛人』（2008年、イタリア、パオロ・ベンヴェヌーティ監督）-「ドーリア・マンフレーディ事件」を題材にしている。

## 博物館
- プッチーニ博物館（ルッカ）生家
- プッチーニ博物館（トッレ・デル・ラーゴ（英語版、イタリア語版））晩年の家。中の一室に墓廟がある

## その他
小惑星Pucciniはプッチーニの名前にちなんで命名された。
香川県高松市鍛冶屋町のフェスタビル2の東隅には、プッチーニの胸像があり、その前を南北に通る非常に狭い小路は「プッチーニの小路」と呼ばれている。

## メディア
交響的前奏曲
- 交響的前奏曲 - アンドレア・バッティストーニ指揮 東京フィルハーモニー交響楽団（東京フィルハーモニー交響楽団公式YouTube）